# 貝蓮·馬雅
貝蓮.馬雅(Belen Maya)是一名佛朗明哥女舞者。父親馬力歐·馬雅跟 Carmen Mora 都是知名佛朗明哥藝術家。

## 生平
她在馬德里的上帝之愛舞蹈學校開始了舞蹈的學習，包括了古典舞、西班牙古典舞、爵士跟現代舞、還有佛朗明哥舞的訓練。
稍後她進入了西班牙國家舞團的學校學習，一年之後她決定搬家到 Sevilla 以便專注於佛朗明哥的學習。她加入了她父親馬力歐·馬雅的舞團。同時她也在 Sevilla 的佛朗明哥小酒館表演來獲取經驗，包括了公雞小酒館(Los Gallos)跟 El Patio 小酒館。
然後她離開了馬力歐.馬雅舞團來創立自己的舞團，並且在日本東京的佛朗明哥小酒館常駐了六個月，跟她一起表演的還有其他知名表演者包括 Yolanda Heredia, Rafael Jiménez Falo, Jesús Torres, 還有 Alejandro Granados。從日本回來後，她成為安達魯西亞舞團的主要舞者。
並且受邀在 Carlos Saura 的電影"Flamenco"中演出。

## 作品
- 'Mayte Martín + Belén Maya' ，1996年跟 瑪依帖·馬丁演出。
- 'Flamenco de Cámara' ，2003年跟 瑪依帖·馬丁演出。[1]
- 'Bailes alegres para personas tristes’(為悲傷的人，跳快樂的舞)跟 Olga Pericet 在2010年 黑雷斯佛朗明哥藝術節  演出。

## 軼事
貝蓮.馬雅 曾在 2010年5月到台灣台北市開設短期課程。

## 外部連結
- http://www.sonakay.com/index.php?id=177%5B%5D
- http://www.flamenco-world.com/magazine/about/jerez2010/belenmaya15012010.htm%5B%5D

## 引用
1. ↑  .   [2012-01-20]. （原始内容存档于2012-02-06）.